# Pedobear
Pedobear este un fenomen pe internet care a devenit popular prin intermediul site-ului de tip imageboard 4chan. Precum sugerează și numele („pedo” fiind varianta prescurtată pentru „pedofil”), el reprezintă un urs pedofil. Este un concept folosit pentru a ironiza pedofilii sau pe cei care sunt interesați de minori. Este considerat drept mascota pedofililor.

## Origini
Pedobear a apărut pentru prima dată pe site-ul  2channel în Japonia, sub forma artei Shift_JIS, ca クマー (Kumā), interjecție a cuvântului 熊 (Kuma) însemnând urs în japoneză. Spre deosebire de Pedobear, Kumā nu are connotații sexuale.
Deși a apărut inițial pe un singur rând:
くまくま━━━━━━ヽ（ ・(ｪ)・ ）ノ━━━━━━ !!!
postarea s-a modificat de mai multe ori până a ajuns la forma finală de artă multi-linie:
```
      ∩＿＿＿∩
     |ノ      ヽ
    /   ●    ● | クマ──！！
   |     (_●_) ミ
  彡､     |∪|  ､｀＼
/ ＿＿    ヽノ /´>   )
(＿＿＿）     /  (_／
  |        /
  |   ／＼  ＼
  | /     )   )
   ∪     （   ＼
           ＼＿)

```

## Legături externe
- Pedobear la Know Your Meme